# Scheloribates louwi
Scheloribates louwi är en kvalsterart som beskrevs av Pletzen 1965. Scheloribates louwi ingår i släktet Scheloribates och familjen Scheloribatidae.

## Underarter
Arten delas in i följande underarter:
- S. l. louwi
- S. l. nimirumi